# Що Черепаха сказала Ахіллові
«Що Черепаха сказала Ахіллу» (англ. What the Tortoise Said to Achilles) — філософський діалог, написаний Льюїсом Керроллом у 1895 році для філософського журналу «Mind». Це короткий алегоричний діалог про основи логіки. Заголовок натякає на один із парадоксів руху Зенона, в якому Ахілл ніколи не міг обігнати черепаху в гонці. У діалозі Керролла черепаха кидає виклик Ахіллу використовувати силу логіки, щоб змусити його прийняти висновок простого дедуктивного аргументу. Зрештою, Ахіллу не вдається, тому що розумна черепаха призводить його до нескінченного регресу.

## Сюжет
Дискусія починається з розгляду наступного логічного аргументу:
- А: «речі, що є однаковими до чогось, однакові одна до одної» (Евклідове відношення, ослаблена форма перехідної властивості)
- В: «Дві сторони цього трикутника — це речі, що дорівнюють тому самому значенню»
- Тому Z: «Дві сторони цього трикутника рівні одна одній»

Черепаха запитує у Ахілла, чи це логічно і Ахілл відповідає так. Тоді Черепаха запитує Ахілла, чи може бути читач Евкліда, який підтверджує, що аргумент логічно вірний як послідовність, заперечуючи, що А і В є істинними. Ахілл визнає, що такий читач може існувати, і що він вважає, що якщо А і В є істинними, то Z повинен бути істинним, але ще не приймаючи, що A і B є істинними (тобто читачем, який зречує умови).
Тоді Черепаха запитує Ахілла, чи може існувати другий вид читача, який приймає, що А і В є істинними, але хто ще не приймає принципу, що якщо А і В є істинними, то Z має бути істинним. Ахілл каже Черепасі, що може існувати і цей другий вид читача. Тоді Черепаха просить Ахілла ставитися до Черепахи як до читача цього другого виду. Тепер Ахілл повинен логічно змусити Черепаху прийняти, що Z має бути істинною. (Черепаха — це читач, який заперечує форму аргументу; висновок, структуру чи обгрунтованість силогізму.)
Записавши A, B і Z у свій зошит, Ахілл просить Черепаху прийняти гіпотетичне:
- C: «Якщо A і B істинні, Z має бути істинним»

Черепаха погоджується прийняти С, якщо Ахілл запише у блокнот те, що він повинен прийняти, зробивши новий аргумент:
- А: «Рівні одному і тому самому речі однакові між собою»
- В: «Дві сторони цього трикутника — це речі, рівні до одного»
- C: «Якщо A і B істинні, Z має бути істинним»
- Тому Z: «Дві сторони цього трикутника рівні одна одній»

Але тепер, коли Черепаха приймає передумову C, вона все ще відмовляється прийняти розширений аргумент. Коли Ахілл вимагає: «Якщо ви приймаєте A і B і C, ви повинні прийняти Z», Черепаха зазначає, що це ще одна гіпотетична пропозиція, і припускає, навіть якщо вона приймає C, вона все одно не може зробити висновок Z, якби не побачила правду: D:"Якщо A і B і C істинні, Z має бути істинним"
Черепаха продовжує приймати кожну гіпотетичну передумову, як тільки Ахілл записує це, але заперечує, що обов'язково слідує саме висновок, що якщо всі викладені досі передумови є правдивими, Z має бути істинним: «І нарешті ми дійшли до кінця цього ідеального іподрому! Тепер, коли ви приймаєте A і B, C і D, звичайно, ви приймаєте Z.»
«Я?» — невинно сказала Черепаха. «Давайте зробимо це зрозумілим. Я приймаю A і B, C і D. Припустимо, я все-таки відмовився прийняти Z?»
«Тоді Логіка взяла б тебе за горло і змусила це зробити!» Ахілл тріумфально відповів. "Логіка скаже вам: «Ви не можете допомогти собі. Тепер, коли ви прийняли A і B, C і D, ви повинні прийняти Z!» Отже, у вас немає вибору, як бачите ".
«Яка б Логіка була досить хорошою, щоб сказати мені, варто записати», — сказала Черепаха. «Тому введіть його у свій зошит, будь ласка. Ми його назвемо E.
Якщо A і B, C і D істинні, Z має бути істинним.
Поки я не підтвердила це, звичайно, мені не потрібно надавати Z. Отже, це цілком необхідний крок, розумієте?»
- Я бачу,-сказав Ахілл; і в його тоні відчувався смуток.
Таким чином, список приміщень продовжує зростати без кінця, залишаючи аргумент завжди у формі:
- (1): «Речі, рівні одному і тому самому є однаковими між собою»
- (2): «Дві сторони цього трикутника — це речі, рівні одному і тому самому»
- (3): (1) і (2) ⇒ (Z)
- (4): (1) і (2) і (3) ⇒ (Z)

…
- (n): (1) і (2) і (3) і (4) і … і (n — 1) ⇒ (Z)
- Тому (Z): «Дві сторони цього трикутника рівні одна одній»

На кожному кроці Черепаха стверджує, що, хоча вона приймає всі записані приміщення, є певна передумова (що якщо всі (1) — (n) є істинними, то (Z) має бути істинним), що його все одно потрібно прийняти, перш ніж його змусять прийняти, що (Z) є істинним.

## Пояснення
Льюїс Керролл показав, що існує регресивна проблема, яка виникає внаслідок відрахувань modus ponens.
{\displaystyle {\frac {P\to Q,\;P}{\therefore Q}}}
На словах: судження P (є істинним) означає Q (є істинним), і задане P, тому Q (є істинним)
Проблема регресу виникає через те, що для пояснення логічних принципів тут потрібен попередній принцип, і тут пояснюється спосіб modus, і як тільки цей принцип пояснюється, для пояснення цього принципу необхідний інший принцип. Таким чином, якщо продовжити причинний ланцюг, аргумент впадає в нескінченний регрес. Однак, якщо формальна система введена там, де modus ponens — це просто правило умовиводу, визначене в системі, то воно може виконуватись шляхом простого міркування в системі. За аналогією, у шахи грають за певним набором правил, і коли людина грає в шахи, вона не може ставити під сумнів чи просити відхилень від заданих правил, а повинна замість цього дотримуватися їх, оскільки вони складають саму основу гри. Це не означає, що шахіст погоджується з цими правилами (розглянемо, наприклад, зміни правил, такі як en passant).
Так само формальна логічна система складається з правил висновку, яких повинен дотримуватися користувач системи, і коли людина міркує відповідно до цієї формальної системи, вона не може ставити під сумнів або відрізнятися від цих правил виводу, а повинна замість цього дотримуватися їх тому що вони утворюють самі складові системи. Це не означає, що міркування користувачів згідно з цією формальною системою погоджуються з цими правилами (розглянемо, наприклад, відмову конструктивіста від Закону про виключену середину та відмову діалектиста від Закону про несуперечливість). Таким чином, формалізація логіки як системи може розглядатися як відповідь на проблему нескінченного регресу: modus ponens розміщується, як правило, всередині системи, обгрунтованість modus ponens обмежується без системи.
У логіці пропозицій логічний вплив визначається наступним чином: P означає Q, тоді, і тільки тоді, якщо пропозиція не P або Q є тавтологією.
Отже, de modo ponente, [P ∧ (P → Q)] ⇒ Q, є дійсним логічним висновком відповідно до щойно заданого визначення логічного імплікації. Демонстрація логічних наслідків просто перетворюється на перевірку того, що складна таблиця істинності виробляє тавтологію. Але черепаха не зважає на правила логіки пропозицій, на яких ґрунтується це пояснення. Вона просить, щоб ці правила теж підлягали логічному підтвердженню. Черепаха та Ахіл не погоджуються з жодним визначенням логічного наслідку.
Крім того, історія натякає на проблеми із пропозиційним рішенням. У системі логіки пропозицій жодна пропозиція чи змінна не містить жодного смислового змісту. У момент, коли будь-яка пропозиція чи змінна набуває смислового змісту, проблема виникає знову, оскільки семантичний зміст працює поза системою. Таким чином, якщо рішення, як кажуть, працює, тоді воно працює виключно в рамках даної формальної системи, а не інакше.